# 柏郵便局
柏郵便局（かしわゆうびんきょく）
- 千葉県柏市にある郵便局。本記事で記述する。
- 愛媛県南宇和郡愛南町にある郵便局。局番号は61060。
- 熊本県上益城郡山都町にある郵便局。局番号は71144。
- 青森県つがる市にある郵便局。局番号は84157。

柏郵便局（かしわゆうびんきょく）は千葉県柏市東上町にある郵便局。民営化前の分類では集配普通郵便局であった。

## 概要
住所：〒277-8799 千葉県柏市東上町6-29

### 併設施設
- ゆうちょ銀行柏店（さいたま支店柏出張所）：取扱店番号051220
- なお、かんぽ生命保険柏支店は、当局併設ではなく中央町のコープビル柏（当局の南西約600m）に設置された。

### 作業所
- 豊四季台団地郵便集配作業所 - 住所：〒277-0845 千葉県柏市豊四季台1-1
- 松葉団地郵便集配作業所 - 住所：〒277-0827 千葉県柏市松葉町4-9-4（柏松葉郵便局に併設）
- 大津ケ丘団地郵便集配作業所 - 住所：〒277-0921 千葉県柏市大津ケ丘2-27-27-2（沼南大津ケ丘郵便局に併設）

### 年賀郵便配達数
- 柏郵便局では、毎年元旦の年賀郵便の配達数が全国上位で、全国1位の配達数の時もあった。平成27年の年賀郵便物元旦配達物数は、全国3位[1]。

## 沿革
- 1880年（明治13年）5月20日 - 柏村郵便局（五等）として開設[2]。
- 1885年（明治18年）6月30日 - 廃止[2]。
- 1902年（明治35年）12月16日 - 柏郵便局（三等）として再設置。貯金取扱を開始[2]。
- 1952年（昭和27年）4月1日 - 八木郵便局から集配業務の一部[3]を移管[4]。
- 1957年（昭和32年）11月16日 - 特定郵便局から普通郵便局に局種別改定。
- 1958年（昭和33年）1月20日 - 電話交換および電報配達事務の取扱を柏電報電話局に移管。
- 1968年（昭和43年）11月18日 - 柏市柏四丁目から同市東上町に移転。
- 1992年（平成4年）8月3日 - 外国通貨の両替および旅行小切手の売買に関する業務取扱を開始。
- 2007年（平成19年）10月1日 - 民営化に伴い、併設された郵便事業柏支店、ゆうちょ銀行柏店に一部業務を移管。
- 2012年（平成24年）10月1日 - 日本郵便株式会社の発足に伴い、郵便事業柏支店を柏郵便局に統合。

## 取扱内容

### 柏郵便局
- 郵便、印紙、ゆうパック、内容証明
- 生命保険、バイク自賠責保険、自動車保険、がん保険、引受条件緩和型医療保険
- 柏市内の集配業務（旧沼南町の一部、白井郵便局担当地域：〒270-14xxを除く）
- ゆうゆう窓口

### ゆうちょ銀行柏店
- 貯金、貸付、為替、振替、振込、国際送金、外貨両替、国債、投資信託、変額年金保険、住宅ローン
- ATM

## 風景印
- 図案は『船戸のおびしゃ祭り』・『布施弁天』・『桜』
- 使用開始日は1989年（平成元年）10月1日

### 過去の風景印
- 1977年（昭和52年）4月23日 - 1989年（平成元年）9月30日
  - 図案は『柏駅前風景』・『ダブルデッキ』・『篠篭田の獅子舞』

## 周辺
- 柏神社
- イトーヨーカドー柏店
- 国道16号
- 局舎前に東京パラリンピックのゴールドポスト[5]（第55号）が設置されている。

## アクセス
- JR常磐線、東武野田線 柏駅（東口）から徒歩約11分
- 阪東バス 長全寺前停留所、もしくは東武バス 東町停留所下車
- 常磐自動車道 柏ICから南東へ約7km
- 駐車場あり：18台